# Ludwik Klimek
Ludwik Klimek, ps. „Luna”, „Ludovic” (ur. 23 sierpnia 1912 w Skoczowie, zm. 7 grudnia 1992 w Nicei) – polski artysta, malarz i ilustrator we Francji.

## Życiorys
Ludwik Klimek wychowywał się w wielodzietnej rodzinie. Ojciec Jerzy Klimek prowadził sklep z artykułami kolonialnymi w Skoczowie i utrzymywał liczną rodzinę. Ludwik był jednym z uczniów Gustawa Morcinka, który od 1919 do 1935 pracował jako nauczyciel w Skoczowie. Po uzyskaniu matury w gimnazjum w Cieszynie Ludwik studiował malarstwo na Akademii Sztuk Pięknych w Krakowie. Wiosną 1939 uzyskał stypendium i wyjechał do Paryża, gdzie często chodził do Luwru i podziwiał dzieła Tycjana, Goi, Poussina oraz Rubensa w oryginale. Na wieść o kampanii wrześniowej zdecydował się pozostać w Paryżu.
Ludwik Klimek wykonał ilustracje do książki Bajki, która ukazała się w języku polskim w 1946 roku w Paryżu. Po zajęciu Paryża przez Wehrmacht schronił się w Aix-en-Provence. Po 1947 przeniósł się nad Zatokę Lwią i mieszkał w Mentonie. Podczas prac malarskich w latach 1951/52 w Vallauris zapoznał się z Pablem Picassem, który mieszkał i tworzył tam od 1948 do 1955 roku. Żył także przez wiele lat w przyjaznych stosunkach z Markiem Chagallem. Wspólnie z Henri Matisse’m, który mieszkał w Vence, założył w 1951 i prowadził Biennale Internationale d’Art de Menton, gdzie wystawiał swoje obrazy. Jego dzieła zostały nagrodzone srebrnym medalem w latach 1951 oraz 1953. Namalował około 3000 obrazów, większość została sprzedana ze względu na chroniczną chorobę syna.
Ludwik Klimek zmarł w wieku 81 lat w Nicei. Pogrzeb odbył się 11 grudnia 1992 w Antibes.
Młodszy brat, Józef Klimek, był nauczycielem w Liceum Plastycznym w Bielsku, następnie malarzem oraz medalistą. W 1960 roku wyjechał z rodziną do Australii.

## Wybór obrazów
- 1946: Niçoise au chapeau
- 1949: Les Amants
- 1950: Landscape
- 1951: Paysage de bord de mer
- 1954: La Fleur de Bananer
- 1955: Ruelle animée avec Palmier
- 1956: Nature morte à la Guitarre
- 1956: Les Voiliers
- 1957: Madridene au Bouquet de Fleurs
- 1963: Les Naïades
- 1963: Composition
- 1964: Baigneuses et jouner de Guitarre
- 1965: La plaque des Intellectueles
- 1966: Diane du bain
- 1972: La femme fleur
- 1973: Nu au chapeau
- 1974: Les trois Graces
- 1975: Jeune femme à la Colombe et aux fleurs
- 1978: Fleurs et fruits
- 1978: Vase de fleurs
- 1977: Odalisque
- 1980: Fruits
- 1995: Maternité au figuier
- 1998: Jeune femme à sa toilette
- 1998: Baigneuses – Hommage à Jean Cocteau
- 1998: Femme au miroir
- 1998: L’orientale

## Nagrody
- 1949: Paryż – nagroda Oskara
- 1950: nagroda St. Lune
- 1951: Première Biennale Internationale d’Art de Menton – srebrny medal
- 1953: Deuxième Biennale Internationale d’Art de Menton – srebrny medal

## Ilustracje
- z Ireną Lewulis, Bronisławem Kamińskim: Bajki. Impr. les Presses rapides, Paris 1946